# Alpha Dog
Az Alpha Dog egy 2007-es filmdráma, melyet Nick Cassavetes írt és rendezett. A film a 15 éves Nicholas Markowitz elrablásának és megölésének valós történetét mondja el, amelynek egyik elkövetője és értelmi szerzője Jesse James Hollywood volt.
Bemutatója 2007 januárjában volt a Sundance Filmfesztiválon. 

## Történet
Az Alpha Dog 2000-ben történt eseményeken alapul, a szereplők nevei kitaláltak. A film 1999 novemberében játszódik. Egy fiatal claremonti drogdíler, Johnny Truelove (Emile Hirsch) és baráti köre (Frankie Ballenbacher – Justin Timberlake, Tiko "TKO" Martinez- Fernando Vargas, és Elvis Schmidt- Shawn Hatosy) történetét meséli el. A film a gengszterbandák világába nyújt bepillantást, amelyben emberrabláshoz és gyilkossághoz vezető események történhetnek.
A film elején a főszereplők, a gyanúsítottak, az áldozat és családjuk is megjelennek, felelevenítve gyerekkorukat, amikor gondtalanul játszottak. A film végén Zack Mazursky látható.
A kezdő képeken egy interjúztató beszél Sonny-val (Bruce Willis) fiáról, Johnny-ról. Sonny szarkasztikus és ellenséges, sok kérdésre a „Nem tudok semmit” mondattal válaszol.
Johnny apja, Sonny Truelove látja el marihuánával fiát, aki továbbadja bandájának, beleértve Jake Mazursky-t is (Ben Foster). Jake-nek 1200 dollárnyi drogtartozása van Johnny felé. Mazursky sikertelen kísérletet tesz mostohaanyjánál, Olivia-nál (Sharon Stone), és biológiai apjánál, Butch-nál (David Thornton) a pénz megszerzésére.
Olivia-nak és Butch-nak megvan a maga problémájuk, mégpedig lázadó fiuk, Zack Mazursky (Anton Yelchin, Jake féltestvére), aki csodálja bátyját. Egy Jake és Johnny közötti harc megtorlások sorához vezet, melynek betetőzéseként Johnny, Frankie és Tiko elrabolják Zack-et, miközben otthonról elmenekülve egyedül sétál az utcán. Zálogként tervezik fogva tartani a fiút, amíg Jake ki nem fizeti a tartozását.
Zack kevés erőfeszítést tesz a szökésre, mivel ki akar szabadulni hétköznapi életéből. Johnny lepasszolja Zack-et jobbkezének, Frankie-nek, aki felajánlja Zack-nek, hogy szökjön meg. Zack nem fogadja el az ajánlatot, mert nem akarja bajba sodorni bátyját, és tönkretenni az időközben kialakuló, de nem sok jót sejtető barátságát. Frankie-vel marad apja házában, ahol házimunkákat végez, és megkedvelteti magát Frankie barátaival, köztük Keith Stratten-nel (Chris Marquette), és Julie-val (Amanda Seyfried), a csapat legfiatalabb tagjával. Ekkor már számos bandatag és ismerős tud Zack elrablásáról, látszólag mégis csak Susan-t (Dominique Swain) zavarja a dolog.
Frankie dühbe gurul, mikor Johnny 2500 dollárt ajánl neki Zack megöléséért és a holttest eltüntetéséért. Dühösen elutasítja a pénzt, mire Johnny közli, hogy csak viccelt, majd elfogadja Frankie tervét, miszerint fizetnek Zack-nek, hogy tartsa a száját. Ennek ellenére az ügyvédjével való beszélgetése, és Jake fenyegető telefonjai után Johnny úgy dönt, túl nagy a kockázata, hogy börtönbe kerüljön, vagy megöljék ahhoz, hogy elengedjék Zack-et. Felhívja Elvis-t, és felajánlja neki drogtartozása elengedését, cserébe Zack megöléséért.
Egy zajos búcsúbulin Zack bemutatja harcművészeti tehetségét Frankie-nek, aki rádöbben, hogy Zack bármikor megszökhetett volna. Frankie és barátai még mindig azt hiszik, hogy a túsz még aznap este hazajut. Eközben Zack Julie-val és barátnőjével, Alma-val (Amber Heard) meztelenül úszkálnak a medencében, mit sem sejtve Frankie tervéről. Julie megadja Zack-nek a számát, Alma pedig búcsúzóul arcon csókolja.
Elvis megérkezik a hotelba, ahol Zack várja, hogy felvegyék. Miután Frankie meggondolja magát, Elvis megfenyegeti, hogy megöli, ha megakadályozza a dolgot. Ezután elviszi Keith-t sírt ásni, miközben Frankie felajánl Zack-nek egy utolsó szökési lehetőséget. Mivel azt hiszi, hogy a csapat tagja, és hamarosan biztonságban hazaér, Zack inkább a hotelban marad, és megvárja Elvis-t.
Eközben Sonny, Cosmo (Johnny nagyapja) és Johnny ügyvédje összevesznek Johnny-val, aki nem akarja lefújni a tervet. Frankie, Elvis, Zack és Keith megérkeznek a sírhoz. Zack nem sejti, mi fog történni, csak akkor kezd gyanakodni, mikor Keith halkan azt súgja Frankie-nek, hogy nem tud részt venni ebben, és miután búcsúzóul megöleli Zack-et, visszamegy a kocsihoz. Zack meglátja a sírt, és magába zuhan, majd elkezd könyörögni Frankie-nek és Elvis-nek, hogy engedjék el. Frankie közli Elvis-szel, hogy ne tegyék meg, de Elvis végig akarja csinálni, amivel megbízták. Miután világossá válik, hogy nincs visszaút, Frankie megnyugtatja a zokogó Zack-et, hogy sohasem bántaná, majd beragasztja a száját. Megdöbbenve látja, hogy Elvis hátulról fejbevágja Zack-et egy lapáttal, majd a gödörbe esett fiút lelövi egy géppisztollyal. Frankie és Elvis ezután csöndben távoznak.
A terv ellenére három nappal később megtalálják Zack holttestét. Az epilógus bemutatja a gyilkosság következményeit. A mostanra elhízott és depressziós Olivia-val interjút készítenek. Nyíltan beszél a sikertelen öngyilkossági kísérleteiről, és a veszteségről, ami fia meggyilkolása miatt érte. Susan összeveszik Frankie-vel Zack halála miatt, majd elmegy a hatóságokhoz. Elvis-t elkapják, miközben biztonságos fuvart próbál szerezni, hogy elhagyja Los Angeles-t. Johnny egy régi iskolai barátjához menekül, ahonnan az ismerős elviszi nagyapja, Cosmo (Harry Dean Stanton) házához. Johnny belép a házba, ezután nem látják többet.
Tiko-t, Frankie-t és Keith-t letartóztatják. Miután elítélik őket, mind elnyerik méltó büntetésüket: Tiko 9 évet kap az emberrablásért; Keith-t emberölésben való bűnrészességért és a sír megásásáért 25 éves koráig egy javítóintézetben tartják fogva; Frankie-t különleges körülményekkel súlyosbított emberrablásért életfogytiglanra ítélik. Elvis-re halálbüntetés vár Zack elrablásáért és meggyilkolásáért. Johnny-t nem sikerült elkapni.
Az interjúztató azt kérdezi Sonny-tól, hogy volt képes Johnny 4 éve segítség nélkül megszökni a hatóságok elől. Sonny biztosítja a kérdezőt, hogy nem tudja, hol van a fia. 2005-ben, 5 évvel azután, hogy felkerült az FBI legkeresettebb személyek listájára, Johnny-t megtalálják, és letartóztatják Paraguayban. A képernyőn megjelenő szöveg tájékoztat róla, hogy Johnny Californiában várja büntetése végrehajtását, ami -ha bebizonyosodik bűnössége- halálbüntetés lesz.

## Szereposztás
| Szerep                              | Színész            | Valós személy         | Magyar hang       |
| ----------------------------------- | ------------------ | --------------------- | ----------------- |
| Johnny Truelove (bandavezető)       | Emile Hirsch       | Jesse James Hollywood | Dolmány Attila    |
| Frankie "Nuts" Ballenbacher         | Justin Timberlake  | Jesse Rugge           | Csőre Gábor       |
| Elvis Schmidt (gyilkos)             | Shawn Hatosy       | Ryan Hoyt             | Láng Balázs       |
| Jake Mazursky (áldozat féltestvére) | Ben Foster         | Benjamin Markowitz    | Bozsó Péter       |
| Zach Mazursky (áldozat)             | Anton Yelchin      | Nicholas Markowitz    | Markovics Tamás   |
| Olivia Mazursky (áldozat anyja)     | Sharon Stone       | Susan Markowitz       | Tóth Enikő        |
| Keith Stratten                      | Chris Marquette    | Graham Pressley       | Bódy Gergely      |
| Susan Hartunian                     | Dominique Swain    |                       | Dögei Éva         |
| Bobby "911" Kaye                    | Alex Solowitz      | Brian Affronti        | Varga Rókus       |
| Tiko 'TKO' Martinez                 | Fernando Vargas    | William Skidmore      | Simonyi Balázs    |
| Angela Holden                       | Olivia Wilde       |                       | Ruttkay Laura     |
| Buzz Fecske                         | Lukas Haas         | Chas Saulsbury        |                   |
| Sonny Truelove                      | Bruce Willis       | John "Jack" Hollywood | Dörner György     |
| Wanda Haynes                        | Heather Wahlquist  |                       | Roatis Andrea     |
| Julie Beckley                       | Amanda Seyfried    |                       |                   |
| Pick Giamo                          | Vincent Kartheiser |                       | Karácsonyi Zoltán |
| Cosmo Gadabeeti                     | Harry Dean Stanton | John Roberts          | Varga Tamás       |
| Det. Tom Finnegan                   | Holt McCallany     |                       |                   |
| Alma                                | Amber Heard        |                       |                   |